# 運命のタロット
『運命のタロット』（うんめいのタロット）は、皆川ゆかによる日本のライトノベル。イラストは乱魔猫吉が担当している。講談社X文庫ティーンズハート（講談社）より第1部「運命のタロット」シリーズが1992年2月から1996年8月まで、第2部「真・運命のタロット」シリーズが1997年1月から2004年7月までそれぞれ刊行された。その後、同人誌として続編である第3部「運命のタロットIII」が刊行されている。

## あらすじ
1982年、高校2年生の水元 頼子（ライコ）は“運命のタロット”の精霊―《魔法使い》の封印を解いてしまったことで、強制的に“協力者”となってしまう。アカシックレコードに刻まれた歴史の“改変”とその阻止を巡り、“ティターンズ”と“プロメテウス”の二派に別れて時空を飛び交う、タロットの精霊達の戦いに翻弄されていく。

## 登場人物
ライコ / 水元 頼子（みなもと よりこ） / ミーナ
協力者：《魔法使い》
主人公。物語の開始時点（1982年）において私立円海学園高等部2年生。親友の碧川 唯（その他の項目参照）に付けられた「ライコ」という綽名で呼ばれることが多い。当時の流行であるレイヤーの入った、セミロングの黒髪。
所属する新聞部の活動中に、校内の資料館で《魔法使い》のカードの封印（用語の項目参照）を解いてしまい、協力者（用語の項目参照）になってしまう。《魔法使い》の所属する陣営であるティターンズ（用語の項目参照）と、対立陣営であるプロメテウス（用語の項目参照）との抗争に関与することに、当初は抵抗したものの、やがて自ら積極的に立ち向かっていくようになる。

### タロットの精霊
タロットカードのナンバリング順に列記。
《愚者》
協力者：片桐 洸一（ティターンズ）
象徴の力：物質の分子運動を止め、限りなく絶対零度に近づける“凝結”。
自称「フーさん」。常におどけたナンパな口調の、女好き。女性ならば所属に関わらずちょっかいを出すが、過去に突然自身を封印した《女帝》だけは憎んでおり、初対面のライコを《女帝》と間違えて攻撃したほど。当時の協力者―ニーチェが晩年に精神崩壊したのは、この封印により《愚者》を失ったためとされている。
封印後は長らく行方不明だったが、坂崎が《神の家》の協力者―グレゴリー・ラスプーチンの聖遺物を媒介に《愚者》のカードを手にしたまま時間軸の外を彷徨っていた《神の家》を呼び戻し、1982年の私立円海学園に現れる。《戦車》とその協力者―大河 譲太郎の活躍で坂崎の手を逃れ、ライコに預けられる内に封印が解け、側に居た片桐を協力者にする。“世界の命運にかかわる重大な事象”におけるフェーデで《皇帝》を消滅させた後、片桐の安寧を言質として取り、消滅。
《魔法使い》
協力者：《戦車》（ティターンズ）→《女帝》（プロメテウス）→ライコ（ティターンズ）→《女教皇》（ティターンズ）
象徴の力：“移動”とその応用の“崩壊”
長いストレートの金髪に痩躯の美青年。瞳は、ライコによく宝石に喩えられる強い輝きを持つ。ツバが∞型をした青い帽子を被り、同色のマントに身を包む。得物は“高貴なる芴杖”。性格は傲岸不遜で口が悪く、決して泣き言や否定的なことは口にしない。
1982年の私立円海学園の資料館で、カードの封印が解かれた場に居合わせたライコを協力者としたことで、作中最初に登場する精霊。精霊達の時空を股にかけた闘いに巻き込まれたライコを、横柄な言動で導くが、自身の過去の記憶を喪失しており、その記憶を求めてフェーデを重ねていく。後に、1908年のツングース攻防戦のフェーデで《恋人たち》・《悪魔》ペアに助力した際、かつての協力者の1人―《女帝》を失った事、それにより《審判》に封印され、記憶を失った状態でライコに発見されたことが判明する。当初は協力者時代の記憶がないながらも《女帝》に想いを寄せていたが、敵対陣営であった事から想いを肯定はしなかった。しかしやがて、幾つものフェーデを経て、ライコに惹かれていく。
《女教皇》
協力者：《魔法使い》（ティターンズ）
象徴の力：世界を象徴する四つの存在を象徴化する能力の“四大”で、地の精“グノーメ”、風の精“シルフィード”（霊格上昇後は“エアリアル”）、水の精“ウンディーネ”、火の精“サラマンドル”を象った分身を操る。
赤と青を基調とした鼓笛隊のような、ミニスカートの服。天辺には三日月の飾り、脇からは白い布が垂れた青い小さな帽子を、斜めに被っている。肩下まで伸びた茶髪は、顔脇でレイヤーカットされた部分が大きく内巻きになっている。得物は巻物。
1996年の香港で行われた対《教皇》のフェーデで《愚者》に助力したライコが、《教皇》に加勢したカインに致命傷を負わされ、精霊に転写された姿。転写中に会堂が《教皇》の襲撃を受けたため、不完全な転写―ライコとしての記憶を失った状態で協力者の《魔法使い》とはぐれてしまう。しかし再会した《魔法使い》に言われるままにフェーデを重ねていく内、次々と引き起こされていく惨劇を目の当たりにし、心を閉ざしカードに篭ってしまう。記憶を取り戻した後は、プロメテウス時代の《魔法使い》の封印について重要な決定を行う。“ティターンズ”と“プロメテウス”のどちらの陣営の在り方にも疑問を持ち、“本当に正しい選択”とは何かを常に考え続け、“世界の命運にかかわる重大な事象”に関わることになる。
《女帝》
協力者：《皇帝》（プロメテウス）→《魔法使い》（プロメテウス）
象徴の力：アカシック・レコードに記載されているデータから、物質を再構成する“再生”。
白いドレスの胸元は大きく開き、深く切り込んだサイドのスリットから覗く脚と見た目は悩殺系だが、性格は江戸っ子姉さん。腰まであるストレートの赤毛で、背には巨大な純白の翼、頭には金の輪が飾られている。そのため、幼少期のタイガ―大河 譲（その他の項目参照）に天使と間違えられた。プロメテウスの代表的な精霊。全精霊の中でも、単体で時空を移動出来るほどの力を誇り、象徴の力が攻撃的なものばかりな中で“再生”がほぼ完全な回復を可能とするものであることから、癒やし手としても稀有な存在。唯一、ライコをフルネームで呼び、敵対陣営ながらも肩入れしていた。
《女教皇》が《魔法使い》と愛し合い、霊格を上げた存在。結婚式も挙げた愛する《皇帝》を失うという未来を変えようと、プロメテウスになる。《皇帝》が滅消した直後、悲しみで混乱していた《女帝》の前に現われた《愚者》を過去の存在と気付かず封印し、《愚者》の恨みを買ってしまう。その後は単独で時空を超え、ライコの前の《魔法使い》の協力者となるが、1908年のツングース攻防戦のフェーデで消滅。
《皇帝》
協力者：《女帝》（プロメテウス）
長いストレートの金髪に、黒い鷲の額飾りをしたプロメテウスの筆頭。《女帝》の最愛の夫で、ライコと《女教皇》のファーストキスの相手。
《魔法使い》が《女教皇》と愛し合い、霊格を上げた存在。後に、“世界の命運にかかわる重大な事象”における《愚者》とのフェーデによって消滅してしまう。単体での時空移動が可能な程の強大な精霊だが、作中では戦闘シーンが描かれておらず、唯一象徴の力が明かされていない。
《教皇》
協力者：ピーター・ブルックリン（プロメテウス）
象徴の力：思念と肉体の依存度を入れ替える“転換”。
金の鎧のような装甲に全身を包んだ精霊。背にはバズーカのように2本の柱を背負っている。ライコが《女教皇》に転写される深手を負ったフェーデで助力していた《愚者》・片桐ペアの、対戦相手。精霊や協力者の霊格を数値化して読む事ができ、それを「レベル」と呼んでいる。目的は人の生死ではなく“改変”そのもので、虚数意識論を提唱した教授―ミハイル・ゴーリキーの命を狙って暗躍する。
《恋人たち》
協力者：木村 文華（ティターンズ）→？（プロメテウス）→《悪魔》（プロメテウス）→？（円海学園関係者）
象徴の力：特定の相手に幻を見せる“幻像”。
名前に反し、赤と緑の服に身を包んだ一青年の姿のみで現れる精霊。ライコ・《魔法使い》ペアの、最初のフェーデの相手。
文華との死別後、一時的にソ連の秘密施設―『メデューサの首』に封印され、超能力者開発のための秘密組織―TAO機関により『第六虚数解』の名を与えられて実験材料とされた。それからはプロメテウスへ転向して協力者を転々と変えていたが、1908年のツングース攻防戦への参加で《審判》と《死神》（プロメテウス）の密約により当時の協力者―《悪魔》と記憶を失い、自身の新たな協力者をライコが当てるというフェーデの相手となった。ライコ達に敗退後、会堂に封印される直前に若干の記憶を取り戻し、《魔法使い》に『ラスプーチンに気を付けろ』と言い残す。
《戦車》
協力者：大河 譲太郎（ティターンズ）→《魔法使い》（ティターンズ）
象徴の力：亜光速まで物質の速度を上げる事で、対象の相対的な質量を増大させ、最終的に破壊する“加速”。
長いストレートの黒髪を腰で1つに纏め、古代中国風の鎧を纏った男性。無愛想で口数が少なく、冷静で慎重な性格から大河には常に目的のための行動を求め、時に叱咤する。彼の得物は大河の任意の姿に形を変え、現在は彼の愛車―シトロエン2CVとなっているが、本来の姿は巨大な蛇が引く古代風の戦車である。
《愚者》のカードを巡る坂崎や《神の家》との戦いで、大河と共にライコと知り合う。最後は転写したての《魔法使い》を《女帝》へ引き渡す道半ばで消滅してしまうが、その引き渡しを承諾させるため、《力》に自身の象徴の力を一部譲渡する。
《正義》
協力者：マダム・ゴーリキー（プロメテウス）
象徴の力：マイクロブラックホールを生み出す“縮退”。
青い長髪に金の冠、赤い上着から青いマントを垂らした少年の姿をした精霊。その意匠から、マダムの孫娘―カーシャの遊び相手として小さな姿で実体化した際は『妖精の王子様』と呼ばれており、普段の言動もやや芝居掛かっている。
1950年代にガンジー暗殺を阻止するフェーデに敗北し、低下した霊格の回復に長い時間を費やしていた。が、《女教皇》・《魔法使い》ペアのソ連でのフェーデにカーシャの未来が掛かっていたことから、カーシャを守るべく《女教皇》達の対戦相手―《死神》・田村ペアに協力する。その際、マダムを核爆発によって失いながらも最後の力を振り絞り、《女教皇》に助力した《恋人たち》をマイクロブラックホールに引きずり込み、消滅する。マイクロブラックホールは消滅後も残り、『メデューサの首』の電磁場に捕獲された。
《隠者》
協力者：《死神》（ティターンズ）
象徴の力：特定空間における時間の速度を速める“変移”。
金の髪にターバンを巻いた、褐色の肌の青年。あるフェーデの最中に会堂に封印されてしまい、後に他の封印された精霊と共に、脱出を試みた。再びの封印に《死神》を巻き込むのを恐れ、自ら消滅する。
《運命の輪》
協力者：碧川 和国
象徴の力：仮象の時の流れである“枝”を断ち切る“終極”。
テイルコートのようなジャケットを着て、背に白い翼を生やしたボブカットの美女。巨大な時の輪の付いた長い杖―『世界輪』を持ち、その回転は時間の流れを示すことから常に時計回りだが、時間を遡る際には逆回転する。ティターンズにもプロメテウスにも属さない中立の立場をとり、フェーデを司る存在。見届け役として開始と終了、報酬の授与などを執り行う。自分以外の存在も連れての時空移動が可能で、単体でも時空移動出来ない精霊達にとっては、しばしばフェーデの報酬になる。また“終極”は、本来の時の流れを傷付けることのないフェーデの場―“枝”を作るという、希少な能力。唯一、協力者を精霊達の戦いには同行させず日常生活を営ませている精霊で、和国の元には時間軸に沿った形で、定期的に訪れている。
《恋人たち》との対戦を取り仕切るのに出会って以来、ライコを気に入っている。再三に渡り《太陽》と坂崎が封印から逃げ続けたため、完全に封印出来るよう《世界》に同調し、その主体の一部となる。
《力》
協力者：《審判》（ティターンズ）
象徴の力：時間軸を超えて思念を別の地点へ送り込む“射出”。
大きく胸元を開けた茶のライダースーツのような服に、長いストレートの黒髪の女性。一見するとテンガロンハットのような、ツバが∞型をした茶の帽子を被っている。単体での時空移動が可能で、ティターンズ最強に位置する霊格の精霊。人生において愛すべき存在との交感を得た《女帝》に激しく嫉妬し、「勝利し続けること」を目的としてティターンズに身を置く。また、脇に抱えた獅子の首によって《戦車》の象徴の力である“加速”を使うことができ、この首は時として《戦車》の生首になるが、これは《魔法使い》を《女帝》へ託す代償として《戦車》の思念の一部を複製し、所有を許されたことによる。
《吊るされた男》
協力者：キガワ・イクミ
象徴の力：“遡行”
行動の全権を協力者に委託しており、自分自身の人格は持ち合わせていない。
《死神》
協力者：《隠者》（ティターンズ）→田村 桂子（プロメテウス）
象徴の力：時間の流れに枝を作り出す“分岐”。
骸骨のピンクのマスクと骨を象ったスーツに身を包み、大鎌を持って白馬に跨って現れる、銀髪の美青年。《運命の輪》と同じく自分以外の存在にも時空を渡らせる能力を持つが、協力者によって所属を変えている。《愚者》を親友と呼ぶが、《愚者》には嫌われている。
《隠者》消滅の現場に現れた田村に従い、プロメテウスに転向。1962年で《恋人たち》・文華ペア（ティターンズ）とのソ連のカザフでの全面核戦争が掛かったフェーデに敗れ、その結果封印されることになるが、田村との“改変”の約束を破り、《隠者》と同じ末路―田村を残して自決を選択する。
《節制》
協力者：満田（プロメテウス）→紺屋 泰三（プロメテウス）
象徴の力：「水」を体内に入れることで対象を操作する“統御”。
肩まである金髪をカールさせ、ツボの耳飾りと幾何学模様のワンピースを纏った妙な英語なまりの女性。男性を協力者として選んだ時には相手にかなり精神的に依存し、最も長く協力者であった紺屋とは恋愛関係にあった。
1962年のソ連のカザフで《恋人たち》・文華ペア（ティターンズ）と文華抹殺を賭けてフェーデを行うが敗北し、満田を失い、《力》の“射出”によって時間軸を吹き飛ばされた。その後紺屋と活動しながら、ライコが1人であった時に消滅させようとつけ狙うも、ライコに協力した《女帝》によって会堂に封印されてしまう。
《悪魔》
協力者：カイン・クリストファー・鷹羽（プロメテウス）→《恋人たち》（プロメテウス）
象徴の力：肉体から思念を剥ぎ取り物質化させる“剥離”。
一見するとボンデージを纏って尖った尻尾を生やした、赤毛をツインテールにした少女だが、両性具有の体を持つ精霊。カインと肉体関係があり、表向きはカインの妹―キャロラインとして振舞っているが、そう呼ばれると不快感を示す。人間だった時は男で、カインとは兄弟であった。一人称は「《悪魔》ちゃん」で普段はキャピキャピとした少女だが、その性格は気まぐれで残酷。得物は「小悪魔」という《悪魔》をそのまま小型化した分身で、分裂した感情の表れでもあり、何体も小悪魔を出すと関西弁やのんびり口調の者など、性格が別れる。また剥ぎ取った思念は、棒状の「ソウル・キャンディ」として常時複数コレクションしている。「ソウル・キャンディ」を読み取ることで、その人物の記憶を見ることが出来る。
《神の家》
協力者：グレゴリー・ラスプーチン（プロメテウス）
象徴の力：物質に対するエネルギーの伝達率を下げる“停止”。
金髪をショートカットにして、軍服を着た女性の精霊。肩当ては自由に外れ攻防両面に使用される。ラスプーチンを絶対の心服と信頼の対象としている。
1908年のツングース攻防戦のフェーデでは、本来は隕石の消滅・被害の減少を目的に掲げて複数のプロメテウス側精霊の助力を受けていたにも関わらず裏切り、“停止”を用いて被害を拡大させた結果、《女帝》を始め多くの消滅者を両陣営に出した。その後、《愚者》を手に入れようとして時間軸の外に放り出されていたが、坂崎によって円海学園のコレクションとして保持されていた聖遺物―ラスプーチンの死体の一部を媒介に召喚されたラスプーチンの残留思念に引き寄せられ、帰還する。しかし坂崎達の身代わりとなって、追って来た《世界》により会堂へ封印される。
《星》
協力者：リンダ・ウェーブ
象徴の力：“連鎖”
褐色の肌をメイド服に包む女性。霊格は胸の大きさに比例するとさえ言い放つ、豊満なバストの持ち主。獲物は背後を飛び回る星で、回転しながら敵を攻撃する。高慢な口調で自らを『わらわ』と称する。数十年規模の長いキャリアからかなりの霊格を持つが、それ故にもはや歴史の守護や改変に興味を失い、今はリンダ共々《世界》の主体を求めており、実験に釣られて《世界》が現れるよう、鴻桂（ほんぐい）グループによる1980年のロートワング計画実験に助力するため、カインの元からライコを攫う。
《月》
協力者：？（プロメテウス）
象徴の力：アカシック・レコードにの記録を追体験する“体験”。
頭に真っ赤なエビを乗せた無邪気な娘と、その背後の月に横顔が浮かぶ穏やかながら厳しい母親という2つの人格を持つ精霊。演劇部公演のジュリエット役―河内 美代子の死を巡り争われた、ライコ・《魔法使い》ペアの二度目のフェーデの相手。
交通事故で娘を失った教師―城田が自害しようとした際、《死神》によって精霊に転写された姿であり、ミイラ化してぬいぐるみに入れられていた娘―城田 美代子の残留思念が《太陽》の“召喚”で坂崎によって宿されており、協力者としていた。美代子の死の真実をライコに見破られたことで、フェーデに敗北したと同時に《月》は狂乱。やがて心の平静を取り戻した《月》は報酬を果そうと、《運命の輪》に伴われ、《女帝》の補助でライコ達に《魔法使い》の過去を“体験”で見せ始める。が、《魔法使い》が全く見られないまま、ライコだけが1908年のツングース攻防戦のフェーデを見て、《魔法使い》の《女帝》への想いを知らされた段階で、何者かに協力者を破壊されて消滅。
《太陽》
協力者：哀（プロメテウス）→坂崎（プロメテウス）
象徴の力：残留思念のこもった場所やモノの一部からその思念を復元し、亡者として蘇らせて思うがままに操る“召喚”と“使役”。
あどけない少年少女と、坂崎の片目に宿る青年の3つの人格から構成された精霊。青年は顔のみながら協力者の肉体の一部となるため、協力者は比較的早い段階で高い霊格を示す。哀の時には、青年は額中央に宿っていた。
1908年のツングース攻防戦で哀が命を落としたのは優しかったが弱かったからだと、「マスター」と呼ぶ坂崎の強引さを強さだとして心酔している。過去に《恋人たち》・文華ペアとのフェーデで、文華の親友―陽子を枝で殺害するも敗北している。《戦車》とのフェーデに敗れ封印された折も、《神の家》を身代わりに封印を回避。その後《魔法使い》やライコ達によって弱ったところを、追って来た《世界》に捕まり封印される。
《審判》
協力者：《力》（ティターンズ）
象徴の力：相手の額にヘブライ文字を浮かべ、そのアルファベットの意味する所によって行動を規定させる“言霊”。
前を大きく開けた白いジャケットの首には大きな十字架を下げ、縮れた黒髪に褐色の肌をした、黒人風の青年。頭には丸い輪の飾り、背には白い翼があり、常にトランペットを持ち歩く。が、本人が好きで吹いているトランペットは、お世辞にも上手いとは言えない。単体での時空移動が可能な、ティターンズ最強の精霊の一体。歴史の必然を実現させるために行動し、感情によって動くことを嫌う。『運命のタロット』の役割が世界の終わりを速めることにあると考え、そのための時間エネルギーのエントロピーを極大にする《世界》を誕生させようとする。
フェーデに勝利したものの、その結果に心を閉ざしてカードに隠れてしまった《女教皇》を、報酬として1980年の《悪魔》の元に届ける役割を果たす。
《世界》
会堂の管理の任についている精霊。会堂を守る事が主目的なので自我や理性はないが、その力は絶大。その誕生はこの世界の終焉を意味していると考えられている。そのため、協力者や象徴の力は特にない。

### 協力者
下記は主に人間、または精霊に転写される前の協力者。
片桐 洸一（かたぎり こういち）
協力者：《愚者》（ティターンズ）
新聞部の前部長で、ライコの憧れの先輩。学園内に親衛隊が存在する程の真面目な才色兼備だったがある晩、《恋人たち》の協力者に枝で殺害され、その犯人探しがライコの初めてのフェーデになってしまう。その後、坂崎達から奪取された《愚者》のカードの封印に立ち会って協力者となる。しかし、女好きの《愚者》が姿を消せるのを良いことに、周囲の女性にスカートめくりなどのセクハラを働くことで、常に頭を痛めるようになる。また、協力者となって以降は人前で活躍する際、映画研究会所有のヒーローマスクを被るようになり、「覆面仮面」と呼ばれるようになる。
大河 譲太郎（おおかわ じょうたろう）
協力者：《戦車》（ティターンズ）
くるくるの天然パーマの髪を肩まで伸ばし、煙草と革ジャンがトレードマークの、タイガの兄。両親を亡くしたタイガの前に突然現れ、円海学園への入学を始めとした生活の援助全てを行っている。が、あまりに唐突な出現であったことから、タイガには得体が知れないと疎まれている。
ライコには隠しているが、実はタイガの未来―大学生になった姿であり、唯と交際していた。しかし《戦車》と知り合ったことでライコや自身の秘密を知り、1982年前後に突如行方不明になった『ライコを探す』と言い残し、唯の前から去ってしまう。その後はずっと譲太郎として、1982年の円海学園周辺、1980年のニューヨーク、続くミッドウェイ海域でのロートワング計画で重傷を負うまでは、ライコを追って点々としている。譲太郎の名は、ライコが好きなアニメキャラの名前から。
坂崎（さかざき）
協力者：《太陽》（プロメテウス）
《太陽》を恐怖で支配する、粗野で好戦的な男。肩まで伸ばした髪に、左目に宿す《太陽》の青年の人格―「おやじ」を隠すためのサングラスを常用している。運命に抗うのが「神に勝つ」ことだと考えており、自分が神をも超えた最強の存在になるのを夢見ている。自己中心的で人を踏み付けるのを厭わず、目指すもののためなら手段は一切選ばない。
ラスプーチンの遺骸を使い、《神の家》から《愚者》のカードを手に入れようとしていたのを、ライコ達に発見される。《戦車》らにそれを阻止された後、《愚者》を賭けて行われたフェーデに敗れて会堂に封印されるが、《隠者》らと共に脱出を図る。その後、海上で《魔法使い》と交戦していたところ、未来の自分達の助けを借りたライコの参戦で、再び会堂に引き込まれた際に、ライコの記憶を道連れにした。
田村 桂子（たむら けいこ）
協力者：《死神》（プロメテウス）
長いストレートの黒髪に、レースにフリルの花柄ワンピース姿で現れる少女。元は円海学園の生徒で、片桐に憧れていた。想いの全てを自分の内に秘めてしまうタイプで、生理が来た自らの体を『腐っていく』と表現するシニカリスト。そのため、現在認識している自分だけでなく、自らが存在したという歴史そのもの（時間軸全体）を「無」にすることを願っている。ライコや《女教皇》の前に度々姿を現しては、その破滅的な思想でライコを畏怖させるが、ライコには敵対しながらも歪な友愛さえ抱いている。
ある日遂に片桐にラブレターを渡すも、それは別の時間の片桐であったため、本来の片桐には通じなかった。思い余って自傷行為に出た際に《死神》と出会い、協力者となる。やがて《恋人たち》・文華ペアとのフェーデに敗れ、《死神》との約束通りに封印されるつもりが、自分を残して《死神》が自決したことに絶望。ライコと《女帝》のフェーデでもあった彼女は、説得も虚しく投身自殺する。
カイン・クリストファー・鷹羽（ - たかば）
協力者：《悪魔》（プロメテウス）
転写前の《悪魔》とは兄弟でありながら、肉体関係も持っていたハーフの青年。《悪魔》の“剥離”を用いて、何度か肉体を変えている模様。坂崎との戦いの後、記憶を封じられ研究機関で保護されていたライコを奪い、ミーナと呼んでニューヨークで囲っていた1980年当時は、肉体関係も結んでいた。その後鴻桂グループによってロートワング計画の被験者としてライコが奪われた際には譲太郎と共闘して捜索に当たったが、1996年の香港では《教皇》に加勢してライコに致命傷を負わせている。
木村 文華（きむら あやか）
協力者：《恋人たち》（ティターンズ）
お下げにした黒髪に黒縁眼鏡、そばかすの浮かんだ顔をした少女。ライコよりも昔に、円海学園に通っていた。
《恋人たち》とのペアでは、《太陽》など数々のプロメテウスとのフェーデに勝利。1962年にソ連のカザフの実験用核ミサイルを西側で爆発させ、全面核戦争を引き起こすフェーデに、《女教皇》・《魔法使い》ペアと共に参戦。《死神》・田村ペアや《節制》・満田ペア、《正義》・マダムペアを退けたものの、文華自身も核爆発の衝撃に晒され、右腕のみを残して生死不明となった。腕は後に、超能力者を生み出す研究における実験材料兼キルリアン警報機（霊格の高い人間・精霊を感知する機械）に用いられることになる。
グレゴリー・ラスプーチン
協力者：《神の家》（プロメテウス）
ウェーブした長い黒髪に鷲鼻、暗色のローブを纏った有名なロシアの怪僧。人間ながらアカシックレコードを見ることの出来る特殊な力を持っており、過去を鑑賞していたライコの目を見つめたり、会話したりもしている。また、その力によって時空そのものに穴を開けることが出来るので、時間軸に穴を開け、そこから外部に渦巻く思念の本流を相手に放つ“思念砲”という技を持つ。この技を受けると、霊格の高い人間の協力者でも一時的に行動不能となるのはもちろん、精霊さえ思念の論理構造に傷を負うため、ダメージを与えられる。後に、同じ原理を用いた兵器―“クラウドバスター”をモントーク機関が開発。
アカシック・レコードによって決定された運命を覆すのが「神の、人間に対して課した使命」であるとの独特の思想により、1908年のツングース攻防戦などプロメテウス内でも他をアッサリと切り捨てる個人プレーが目立つ。ライコの登場時期には既に故人で、そのフェーデへの参戦などラスプーチン本人が直接対面することはなかったが、運命のタロット誕生のため、予言書―“ラスプーチン・ファイル”をソ連首脳部に残し、研究に使用させていたものなど数々の遺骸が作中に登場。1982年の円海学園資料館のコレクションや1962年のカザフの核実験施設のシステム―“メデューサの首”など、そこから発生した残留思念だけでも、たびたびライコ達の行く手を遮った。
マダム・ゴーリキー
協力者：《正義》（プロメテウス）
ミハイル・ゴーリキーの母で、カーシャの祖母。穏やかながら強い意志を持つ初老の女性で、過去にはガンジー暗殺のフェーデに敗北している。1962年には核実験施設に勤務するミハイル・ゴーリキーに付いてカザフに住んでおり、カザフの核戦争を巡るフェーデにも参戦。しかしフェーデによる核爆発からカーシャを庇い、その目の前で焼死する。
リンダ・ウェーブ
協力者：《星》
協力者として百年近く生きたベテランで、褐色の肌にサバけた性格の女性。自身も巨乳であることから《星》とのコンビを「10フィート・シスターズ」と称している。1908年のツングース攻防戦に助力し、《太陽》・哀ペアに両目の視力を奪われて盲目となるが、霊格で視力を補っているので日常生活・戦闘とも支障はない。ハワイでの「純虚数体」発生実験の最中に破壊された原子力潜水艦に自ら発電機となり電力を供給するも、限界を超えた力の発動によって《世界》の主体を感じることなく死亡。
キガワ・イクミ
《吊るされた男》の協力者。
碧川 和国（みどりかわ かずくに）
協力者：《運命の輪》
ライコ行きつけの喫茶店―「アカシック・レコード」のマスター。姪の唯からは、「ワコク」と呼ばれている。唯や客から色々と言われている鬚とサングラスは、協力者となり年を取らなくなっているのを疑問に思われないよう、顔を隠すためのもの。《運命の輪》を深く愛しているが、時間を超えて生きる彼女にとっては和国の愛の言葉は「既に起こってしまった」既知の事実でしかないのも理解しており、自らの力は全て《運命の輪》に委任して、その唯一の心の安寧の場になることを選んでいる。

### その他の登場人物
タイガ / 大河 譲 （おおかわ ゆずる）
円海学園新聞部所属の高等部1年生（1982年時点）。ライコに思いを寄せる。
先輩である碧川唯には、主人公ライコと同様に本名を音読みし「タイガ」と呼ばれる。
碧川 唯（みどりかわ ゆい）
円海学園新聞部所属の高等部2年生（1982年時点）。ライコの親友。明るく積極的な性格で、恋愛などに及び腰になりがちなライコの背を押すことが多い。
熱烈なアニメファンであり、アニパロ同人誌を発行している。ライコを同人原稿のアシスタントとして駆り出し、また即売会に連れ出して売り子としてコスプレをさせる。
大学卒業後はOL勤めの傍ら、同人誌で培った筆力を生かし小説家としてデビューする。
酒に弱く泣き上戸である。13年の時を越えて1995年に現れた16歳のライコの前で泥酔し、29歳としての心情を吐露する。
ミハイル・ゴーリキー
虚数意識論を唱え、人工的な超能力者――虚数強化体の研究を行う。後に『運命のタロット』の誕生に関わることになる。
ライコが《女教皇》に転写されることとなった《教皇》対《魔法使い》のフェーデでは、彼の生命が賭されていた。
マダム・ゴーリキーの息子。
カーシャ・ゴーリキー
マダム・ゴーリキーの孫娘、ミハイル・ゴーリキーの姪。
ミニチュア化して実体化した《正義》や《女教皇》を「妖精の王子様・お姫様（遊び相手）」と信じて喜ぶ無邪気な少女。
フェーデの対象となった核爆発で祖母と母親を失い、自身も致死量の放射線を浴びる。
核爆発後《女教皇》の前に現れた《女帝》は、カーシャの生命を賭したフェーデを行うと宣言する。

## 用語
運命のタロットの精霊
タロットカードの大アルカナの名をそれぞれ冠する、22名の存在。思念のみで構成されているので、矛盾した言動をしようとする（嘘を吐く、姿を偽るなど）と自身を否定してしまうことになり、ダメージを受ける。ある程度のダメージを受けたり、パワーを温存する際にはカードに戻るか小型化するが、そのまま会話は可能。実は一部の精霊は、会堂で人間から転写されて精霊となった存在。
プロメテウス
人類に「火」を伝えたとされる英雄―プロメーテウスから、“改変”を目指して戦うタロットの精霊達一派が名乗った総称。
ティターンズ
タロットの精霊の中で、“改変”を阻止する立場の者達の総称。プロメテウスに対して、プロメーテウスを罰した神々達―ティーターンから、プロメテウス側にそう呼ばれるようになった。
フェーデ
ティターンズとプロメテウスの戦い。基本的には、プロメテウスが事前に宣言した“改変”をティターンズが阻止するというもので、内容はさまざま。これに勝利した者は戦った相手、もしくは《運命の輪》に報酬を求めることが出来るが、ティターンズ側の報酬は全てアカシックレコードに記されているものとなる。
改変
プロメテウス側が目指す、アカシックレコードの内容である絶対の運命を変えるというもの。要人の暗殺阻止といった偉業から大量殺戮まで、事を起こすプロメテウスの精霊によって内容はさまざまだが、一度も成功したことはない。
協力者
タロットの精霊に力を供給する人間、または精霊。精霊は単体では行動出来ないため、転写時や協力者喪失時、またはそれに続いての封印が解けた直後には一番近くに居た思念（思考能力）を持つ者が強制的にパートナーとされ、どちらかの思念が消滅・死亡するまではこれを解消することが出来ない。協力者になった者は、戦う内に身体能力が向上するなどのメリットもあるが、運命のタロット関係者以外にはそれにまつわる一切を秘密にしなくてはならないため、否応なく巻き込まれた生死を賭けた戦いに、理解なく身内などから離れて孤独に臨まなければならないという不幸もある。
霊格
タロットの精霊、及び協力者の特殊な能力。霊格が上がれば身体能力も上がり、行使できる象徴の力の種類・強さも増す。精霊ならばさらに、時空を渡る力を得る。人間の場合は、思念が肉体を凌駕して肉体の束縛が減るので、毒やアルコール、重力の影響も受けにくなり、身体能力が上がって空中浮遊などが可能になり、老化などの生理現象もゆっくりになる。また本人の意思とは無関係に肉体を使わなくなるため、知らない言語でも相手の言葉を思念として感知していつの間にか理解出来たり、盲目でも視力を思念で補って見えるようにすることが可能になる。
封印
主には精霊及びその協力者を、会堂と呼ばれる場所に封じること。フェーデの報酬によって《運命の輪》がよく行っているが、霊格の高い精霊ならば自力で行うことが可能。一度封印された精霊は、二度と会堂から出ることは出来ないとされている。精霊本人のみをカードに封じることも指し、この場合の封印の長さはまちまちだが、大概は時間が経過すれば自然に解ける。また後者の場合は、協力者を失って弱体化した所を封印されることがほとんどであるため、封印が解けた際にすぐ側に居た人間が協力者になっていることは多い。
滅消
精霊及びその協力者を、死亡させること。
象徴の力
タロットの精霊がそれぞれ有する、特殊な能力。力は皆バラバラで、精霊間で委譲する場合を除き、同じ象徴の力を使えることはない。

## 既刊一覧
- 皆川ゆか（著） / 乱魔猫吉（イラスト） 『運命のタロット』 講談社〈講談社X文庫ティーンズハート〉、全13巻
  1. 「《魔法使い》にお願い?」1992年2月発行、ISBN 4-06-198698-8
  2. 「《恋人たち》は眠らない」1992年11月発行、ISBN 4-06-198715-1
  3. 「《運命の輪》よ、まわれ!」1993年4月発行、ISBN 4-06-198758-5
  4. 「《愚者》は風とともに」1993年6月発行、ISBN 4-06-198776-3
  5. 「《月》が私を惑わせる」1993年9月発行、ISBN 4-06-199203-1
  6. 「《節制》こそが身を守る」1994年1月発行、ISBN 4-06-199235-X
  7. 「《死神》の十字路」1994年5月発行、ISBN 4-06-199271-6
  8. 「《戦車》が兄とやってくる」1994年8月発行、ISBN 4-06-199304-6
  9. 「《太陽》は人々を照らす」1995年1月発行、ISBN 4-06-199347-X
  10. 「《皇帝》はうなずかない」1995年6月発行、ISBN 4-06-199391-7
  11. 「《神の家》は涙する」1996年2月発行、ISBN 4-06-199456-5
  12. 「《女帝》1995」1996年5月発行、ISBN 4-06-199471-9
  13. 「《女教皇》は未来を示す」1996年8月発行、ISBN 4-06-199493-X
- 皆川ゆか（著） / 乱魔猫吉（イラスト） 『真・運命のタロット』 講談社〈講談社X文庫ティーンズハート〉、全11巻
  1. 「《教皇》がiを説く」1997年1月発行、ISBN 4-06-199729-7
  2. 「《正義》は我にあり」1997年4月発行、ISBN 4-06-199742-4
  3. 「《力》よ、と叫ぶ者」1997年8月発行、ISBN 4-06-199755-6
  4. 「《審判》はレクイエムを歌う」1997年12月発行、ISBN 4-06-199768-8
  5. 「《悪魔》でも恋に生きる」1998年4月発行、ISBN 4-06-199780-7
  6. 「《星》はなんでも知っている」1998年9月発行、ISBN 4-06-199795-5
  7. 「《隠者》は影に」1999年2月発行、ISBN 4-06-199819-6
  8. 「《吊るされた男》、そして… 上」2004年5月発行、ISBN 4-06-259584-2
  9. 「《吊るされた男》、そして… 下」2004年5月発行、ISBN 4-06-259585-0
  10. 「《世界》。上」2004年7月発行、ISBN 4-06-259590-7
  11. 「《世界》。下」2004年7月発行、ISBN 4-06-259591-5
- 皆川ゆか（著） / 乱魔猫吉（イラスト） 『運命のタロットIII』 既刊3巻
  1. 「DEADLINE」
  2. 「JUGGERNAUT」
  3. 「APPENDIX.31」